# Plectronidium sinense
Plectronidium sinense är en svampart som beskrevs av Nag Raj 1977. Plectronidium sinense ingår i släktet Plectronidium, divisionen sporsäcksvampar och riket svampar.   Inga underarter finns listade i Catalogue of Life.